# Hong Kong aux Jeux du Commonwealth
La colonie britannique de Hong Kong participe aux Jeux du Commonwealth des Jeux de 1954 à ceux de 1994 inclus. (La Fédération des Jeux du Commonwealth indique que Hong Kong est présent aux Jeux de 1934, mais sans aucun athlète participant.) Durant ces quarante ans, les Hongkongais remportent seize médailles, dont cinq en or. Neuf de ces médailles proviennent des épreuves de boulingrin, et cinq des épreuves de tir sportif, les deux autres ayant été remportées en badminton. En 1997, le territoire de Hong Kong est rétrocédé par le Royaume-Uni à la république populaire de Chine. Cette dernière n'étant pas membre du Commonwealth des Nations, Hong Kong ne participe plus aux Jeux.

## Médailles
Résultats par Jeux :
| Année | Médaille d'or | Médaille d'argent | Médaille de bronze | Total   |
| ----- | ------------- | ----------------- | ------------------ | ------- |
| 1954  | 0             | 1                 | 0                  | 1       |
| 1958  | 0             | 0                 | 0                  | 0       |
| 1962  | 0             | 0                 | 0                  | 0       |
| 1966  | absents       | absents           | absents            | absents |
| 1970  | 1             | 0                 | 0                  | 1       |
| 1974  | 0             | 0                 | 0                  | 0       |
| 1978  | 2             | 0                 | 0                  | 2       |
| 1982  | 1             | 0                 | 0                  | 1       |
| 1986  | 0             | 0                 | 3                  | 3       |
| 1990  | 1             | 1                 | 3                  | 5       |
| 1994  | 0             | 0                 | 3                  | 3       |
| Total | 5             | 2                 | 9                  | 16      |

Médaillés d'or :
| Nom                                                                   | Jeux | Discipline | Épreuves                     | Résultat                                   |
| --------------------------------------------------------------------- | ---- | ---------- | ---------------------------- | ------------------------------------------ |
| Abdul Kitchell Clementi Delgado George Souza Robert da Silva          | 1970 | Boulingrin | Équipe de quatre hommes      | 23 points                                  |
| Kin Fun Phillip Chok Majid Hassen Omar Kachong Dallah Robert da Silva | 1978 | Boulingrin | Équipe de quatre hommes      | 24 points                                  |
| Clementi Delgado Eric Liddell                                         | 1978 | Boulingrin | Paire hommes                 | 20 points                                  |
| Solomon Lee                                                           | 1982 | Tir        | Pistolet à tir rapide hommes | 583 points                                 |
| Amy Chan Chi Choi Chan                                                | 1990 | Badminton  | Doublé mixte                 | battent Miles Johnson et Sara Sankey (ENG) |